# Koldskål (vælling)
 For alternative betydninger, se Koldskål (flertydig). (Se også artikler, som begynder med Koldskål)
Koldskål var en dansk vællingtype af vin eller øl – oprindeligt med udblødt brød, men senere med frugt eller likør og citronsaft. Denne ret findes i danske kogebøger helt tilbage fra 1700-tallet, men spises ikke længere i Danmark.[kilde mangler]
Som Kaltschale er denne ret dog stadig kendt i Tyskland.

I dag bruges koldskålsnavnet i Danmark nærmest kun om kærnemælkskoldskål.

## Eksternt link
1. ↑  "Koldskål". Arla Foods. Hentet 14. september 2013.

| Mad og drikke | Spire Denne artikel om mad og drikke er en spire som bør udbygges. Du er velkommen til at hjælpe Wikipedia ved at udvide den. |